# Maria Concepció Obrador Guzmán
Maria Concepció Obrador Guzmán (Marratxí, 24 de març de 1956) és una política mallorquina, diputada al parlament de les Illes Balears en la VIII legislatura i a la IX.
Vinculada al món de l'educació, el 1980 fou sòcia fundadora de la Cooperativa d'Ensenyament Es Liceu, en el que va ocupar diversos càrrecs fins a 1995. Militant del PSIB-PSOE, a les eleccions municipals espanyoles de 1991 fou elegida regidora de Serveis Socials de l'Ajuntament de Marratxí. A les eleccions municipals espanyoles de 1995 i 1999 en fou nomenada tinent de batle i a les de 2003 regidora en l'oposició. En 2010 fou nomenada Directora General de Consum del Govern de les Illes Balears fins al 2011.
Fou elegida diputada a les eleccions al Parlament de les Illes Balears de 2011 i ha estat vicepresidenta de la Mesa de Sanitat del Parlament Balear. Fou reelegida a les eleccions al Parlament de les Illes Balears de 2015.